# Marieme Helie Lucas
Pour les articles homonymes, voir Lucas.
Marieme Helie Lucas est une sociologue algérienne, une militante des droits des femmes et de la laïcité. Elle a occupé plusieurs postes de direction dans des groupes de défense des droits de l'homme à partir des années 1980,.

## Influences et activisme
Suivant une forte tradition familiale de militantisme, l’engagement social de Lucas a été influencé par la période de décolonisation de l’après-guerre d’Algérie et par les défis ultérieurs que les fondamentalistes religieux ont opposés aux droits des femmes. Elle a quitté un poste universitaire en enseignement et de recherche sur les droits de l’homme dans les années 1980 pour aider à créer le groupe « Femmes vivant sous lois musulmanes » en 1984 et en devenir la première coordinatrice internationale. Elle est également membre fondatrice de la « Coalition des femmes défenseurs des droits de la personne, ».
En 2006, Lucas a cofondé l’organisation la « Laïcité est une affaire de femmes (Secularism is a Women’s Issue) ». L’organisation plaide contre la mise en place de cadres juridiques parallèles, tels les tribunaux appliquant la charia, visant certaines personnes ou communautés confessionnelles précises. On argüe que ces tribunaux sont souvent préjudiciables aux droits des femmes. Le groupe collecte et diffuse également des informations sur la situation de la laïcité et de l’athéisme dans les pays où les musulmans constituent une grande partie de la population. Il plaide également pour la laïcité en Europe,.

## Intérêts actuels
Lucas s’intéresse à la manière dont les sociétés européennes réagissent au fondamentalisme religieux et aux mouvements xénophobes. En comparant la théocratie (loi immuable transmise par Dieu) à la démocratie (lois évoluant selon les décisions prises par le peuple), Lucas soutient que toute règle fondée sur la religion est par nature antidémocratique. Les débats sur l’immigration dans les pays européens ajoutent une dimension complexe à ce débat, pour Lucas :

« Malheureusement, la gauche européenne et l’extrême gauche, qui devraient être nos alliés naturels, n’ont pas encore compris qu’elles ne devaient pas se jeter dans les bras des fondamentalistes islamiques (en) pour contrer les partis d’extrême droite traditionnels,,,… »

Elle travaille également à la découverte de l’histoire de l’athéisme et du féminisme dans des pays où l’influence de l’islam est majeure.

## Publications sélectionnées
- Marieme Hélie Lucas, « Des femmes issues de l’émigration ‘musulmane' se battent pour la laïcité », Cahiers du genre, vol. 3,‎ 2012, p. 213-214 (lire en ligne, consulté le 30 aout 2019).
- (en) Marieme Hélie Lucas, The Struggle for Secularism in Europe and North America : Women from Migrant Descent Facing the Rise of Fundamentalism [« La lutte pour la laïcité en Europe et en Amérique du Nord : les femmes issues de l’immigration confrontées à la montée du fondamentalisme. »], Londres, Woman Living Under Muslim Laws, 2011, 138 p. (ISBN 978-1-907024-22-1, lire en ligne).
- (en) Marieme Hélie Lucas, « Women’s Rights, Secularism, and the Colonial Legacy » [« Les droits des femmes, la laïcité et l’héritage colonial. »], Canadian Woman Studies, vol. 33, nos 1-2,‎ 2018, p. 85-98 (lire en ligne, consulté le 30 aout 2019).
- Marieme Hélie Lucas, « Des femmes d’origine étrangère soumises à des lois ne relevant pas du droit français », Cahiers du Genre, vol. 3,‎ 2012, p. 203-211 (lire en ligne, consulté le 30 aout 2019).
- Marc Weitzmann, « Ce qui était visé est la place des femmes en Europe, entretien avec Marieme Helie Lucas », Le Nouveau Magazine Littéraire, vol. 4, no 566,‎ 2016, p. 86-89 (lire en ligne, consulté le 30 aout 2019).

## Note de la traduction
1. ↑  
« Unfortunately, the European Left and Far-Left, that should be our natural allies, have not yet understood that they should not throw themselves in the arms of Muslim fundamentalists in order to counter the traditional extreme right parties… »

- Notices d'autorité :   - VIAF
  - IdRef
  - LCCN
  - NUKAT
  - WorldCat